# 밀라노 베르디 국립음악원
Conservatorio di Milano 및 Conservatorio di Musica Giuseppe Verdi (Milano)로 알려진 밀라노 베르디 국립음악원은 이탈리아 밀라노에 있는 음악대학이다. 영어 명칭은 Milan Conservatory이며, 밀라노 음악원, 또는 밀라노 주세페 베르디 음악원이 정식 번역 명칭이나, 베르디 음대, 베르디 국립음대 등으로 통용되기도 한다.
밀라노 베르디 국립음악원은 1807년 왕실 칙령에 따라 이탈리아 나폴레옹 왕국의 수도인 밀라노에 설립되었다. 음악원은 산타 마리아 델라 파시오네(Santa Maria della Passione) 교회 회랑을 사용하여 1808년에 문을 열었다. 개교 당시에는 18명의 남학생과 6명의 여학생의 기숙학교로 시작하였다. 현재 밀라노 베르디 국립음악원은 이탈리아에서 가장 큰 음악 교육 기관이다. 2022-2023 학년도 현재 1,330명의 학생과 308명의 교수와 직원이 있으며, 1, 2차 학위 과정에서 고대 음악부터 팝-록까지 150개의 학습 경로가 제공된다. 또한 국제적으로 저명한 교수들이 가르치는 1, 2차 과정의 석사 과정, 마스터 클래스 및 세미나가 열린다.

## 졸업생 및 교수진
200년의 역사 동안 이 음악원은 파우스토 로미텔리, 오스카 비앙키, 루카 프란세스코니, 스테파노 게르바소니, 마르코 스트로파, 자코모 푸치니, 카를로 알프레도 피아티, 아밀카레 폰키엘리, 아리고 보이토, 조반니 보테시니, 알프레도 카탈라니, 리카르도 샤이 , 아멜리타 갈리 쿠르치, 비토리오 잔니니, 스키피오네 귀디, 브루노 마데르나, 피에트로 마스카니, 잔 카를로 메노티, 프란시스코 미그노니, 리카르도 무티, 커켄 알렘샤, 이탈로 몬테메치, 펠리치아노 스트레포니, 알세오 갈리에라, 아르투로 베네데티 미켈란젤리, 주세페 안달로로, 마리오 나스침베네, 마우리치오 폴리니, 루도비코 에이나우디, 안토니노 폴리아니, 비토리오 파리시, 리카르도 시니가글리아, 엔리케 마졸라, 자난드레아 노세다 및 클라우디오 아바도 등 이탈리아에서 가장 저명한 음악가 및 지휘자를 배출했다.
다른 주목할만한 학생으로는 작곡가 마거리트 치머만, 알프레도 안토니니, 및 알레산드로 솔비아티, 가수 플로린 체자르 오아투 및 파올로 안드레아 디 피에트로 등이 있다.
유명한 역대 교수로는 프란체스코 람페르티와 그의 아들 조반니 바티스타 람페르티가 있다. 밀라노 음악원에서 가르친 저명한 교수로는 조르조 바티스텔리, 프랑코 도나토니, 로렌초 페레로, 리카르도 무티, 엔리코 폴로, 아밀카레 폰키엘리, 살바토레 콰시모도, 알레산드로 솔비아티 등이 있다.

## 교육과정
밀라노 베르디 국립음악원은 다양한 수준의 예술 교육을 포함하여 높은 수준의 전문성과 전문화에 이르는 광범위한 음악 교육을 제공한다.

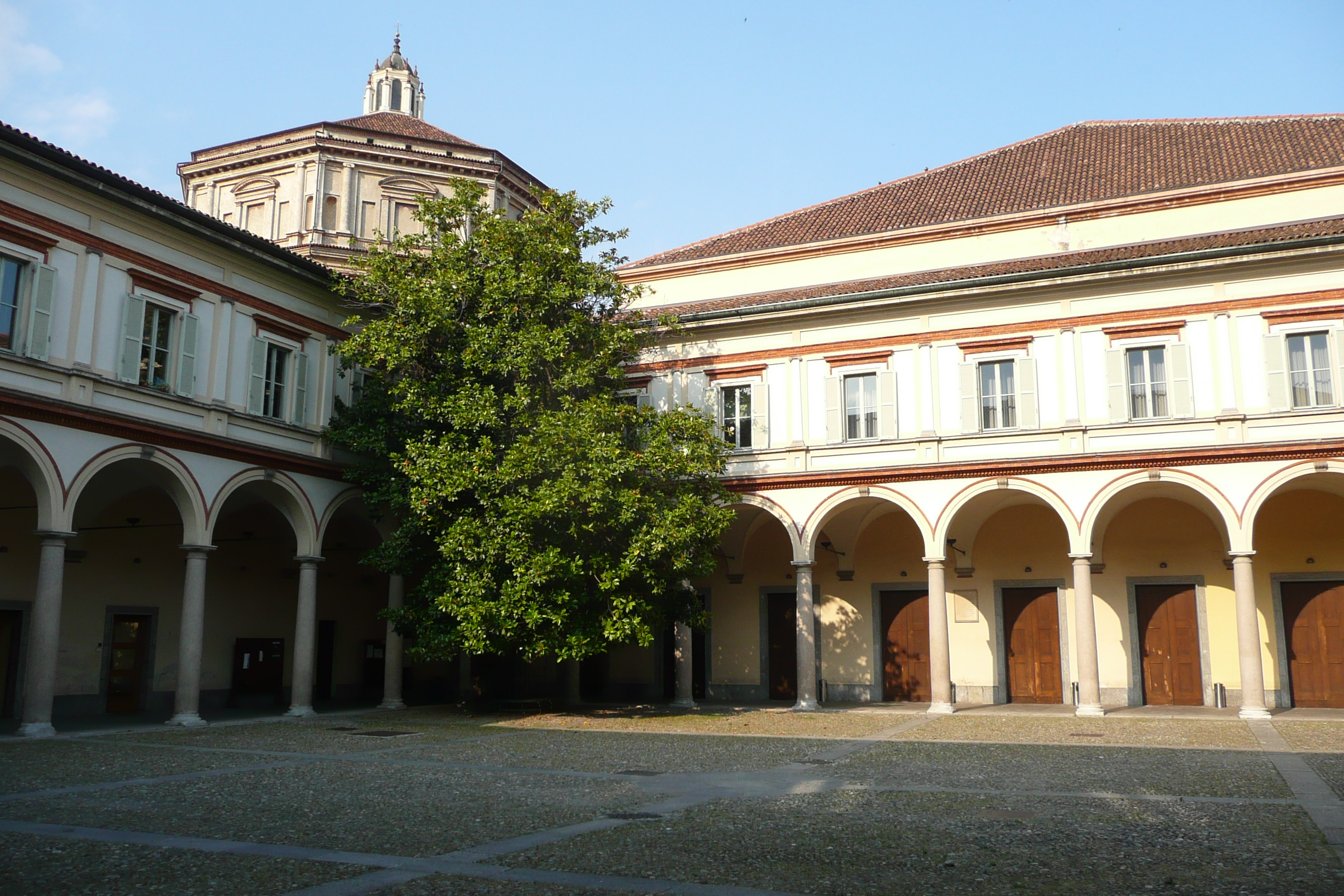
음악원 내부 회랑

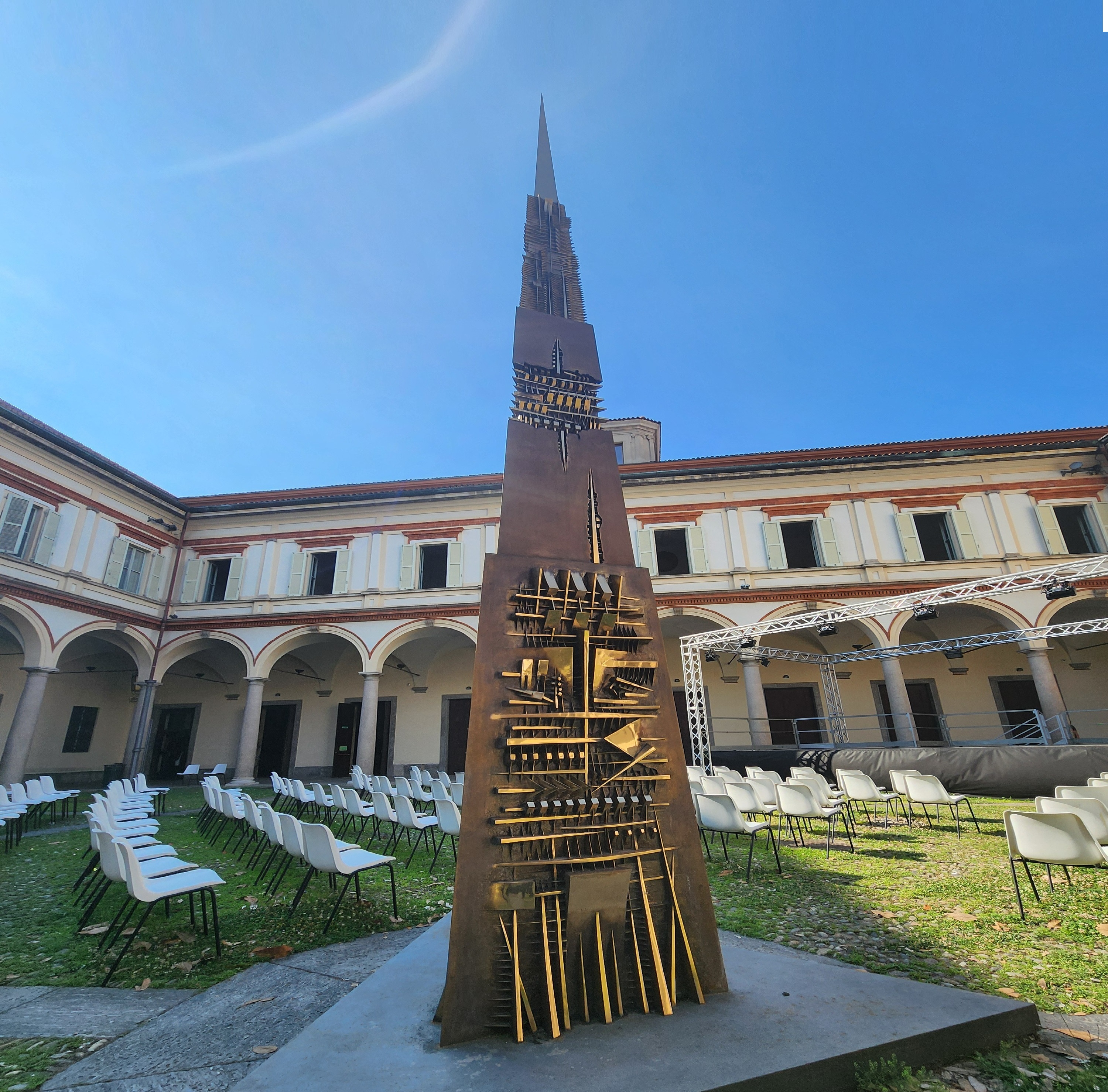
"Lancia di luce, II", 아르날도 포모도로 작품, 밀라노 베르디 국립음악원 내부 회랑

| 교육과정                            | 이탈리아어                                                     | 영어                                                            |
| 활, 현악기 및 발현악기              | Archi, corde e strumenti a pizzico                             | Bows, strings and plucked instruments                           |
| 성악 및 성악 실내악                 | Canto e musica vocale da camera                                | Singing and vocal chamber music                                 |
| 작곡                                | Composizione                                                   | Composition                                                     |
| 음악학                              | Musicologia                                                    | Musicology                                                      |
| 음악 교육                           | Didattica della Musica                                         | Music Education                                                 |
| 관현악 지휘, 합창 지휘 및 합창 작곡 | Direzione d’orchestra, direzione di coro e composizione corale | Orchestral conducting, choral conducting and choral composition |
| 관악기                              | Fiati                                                          | Wind instruments                                                |
| 재즈                                | Jazz                                                           | Jazz                                                            |
| 반주자/성악 코치                    | Maestro collaboratore                                          | Collaborative Pianist/Vocal Coach                               |
| 고대 음악                           | Musica antica                                                  | Ancient music                                                   |
| 앙상블 음악                         | Musica d’insieme                                               | Ensemble music                                                  |
| 전자 음악                           | Musica elettronica                                             | Electronic music                                                |
| 음악 치료                           | Musicoterapia                                                  | Music therapy                                                   |
| 전통 음악                           | Musiche tradizionali                                           | Traditional music                                               |
| 대중 음악                           | Popular music                                                  | Popular music                                                   |
| 건반 및 타악기, 오르간              | Strumenti a tastiera e percussione, organo                     | Keyboard and percussion instruments, organ                      |
| 관악기 편곡                         | Strumentazione per orchestra di fiati                          | Instrumentation for wind orchestra                              |
| 석사 학위                           | Master                                                         | Master's degree                                                 |
| 기타 과정                           | Altri corsi                                                    | Other courses                                                   |

## 고등학교
중등교육 기관 Liceo Musicale는 1971년에 개교했다. 1981년에는 이탈리아 교육부와 실험적인 교육과정을 시작했고, 이와 같은 실험적 교육은 2010년에 "ad ordinamento"가 되면서 종료되었다.

## 콘서트홀
베르디 홀(Sala Verdi)과 푸치니 홀(Sala Puccini)이 교내 주요 콘서트 홀이다.
베르디 홀은 1,580석을 수용하며, 산타 마리아 델라 파시오네(Santa Maria della Passione)의 첫 번째 회랑 (cloister)자리에 1908년에 지었다. 1943년 8월 폭격으로 파괴된 후, 건축가 페르디난도 레조리가 재건하였고, 1958년 5월 18일 안토니노 보토가 지휘한 콘서트로 개관했다. 베르디 홀의 음향은 유럽에서 가장 훌륭한 수준이다. 베르디 홀은 밀라노의 주요 콘서트 시즌의 중심지이며, 일반적인 콘서트 홀과 같이 코트룸과 지하 드레스룸이 있다. 베르디 홀은 오전 시간에는 재학생 교육에도 사용한다.
푸치니 홀은 342석을 수용하며, 제2차 세계 대전 폭격 이후 건축되었고 1952년 11월에 개관했다. 이후 재개발 프로젝트를 거쳤으며, 마지막으로 2001년에 움베르토 미켈리 재단에 의해 현재 형태를 갖추고 있다. 푸치니 홀은 재학생 교육, 시험, 마스터 클라스, 오케스트라 연습과 음악원이 주최하는 공개 콘서트에 사용되며, 저녁에는 외부 공연도 열린다.

## 파이프 오르간

### 발비아니 오르간
살라 베르디에는 Vegezzi Bossi사의 Celestine Balbiani가 제작한 대형 연주용 파이프 오르간, 작품 번호 1818이 있다. 이 콘솔은 61개의 키로 구성된 네개의 건반과 32개의 오목-방사형 페달보드로 구성되어 있으며, 신호는 전기로 전송된다. 안타깝게도 이 악기는 수년 간 사용되지 않고 있다.
오르간 룸 1에는 Vegezzi Bossi사의 Celestine Balbiani가 제작한 전기식 파이프 오르간이 있다; 이 콘솔은 61개의 키로 구성된 두개의 건반과 32개의 오목-방사형 페달보드로 구성되어 있다.

### 마스치오니 오르간
오르간 룸 2에는 1985년부터 마스치오니 사에서 제작한 완전 기계식 전송 방식의 오르간, 작품 번호 1071이 있다. 이 콘솔은 61개의 키로 구성된 두개의 건반과 32개의 오목-방사형 페달보드로 구성되어 있다.

### Ruffatti Brothers 오르간
룸 124에는 Fratelli Ruffatti 사에서 제작한 완전 기계식 전송 방식의 파이프 오르간이 있다; 이 오르간은 58개의 키로 구성된 두개의 건반과 30개의 오목-방사형 페달보드로 구성되어 있다.

## 도서관(Biblioteca del conservatorio Giuseppe Verdi)
도서관은 1808년에 설립되었으며, 음악 분야의 역사 및 과학적 연구를 위한 가장 많은 이탈리아 자료를 보유하고 있다. 현재 도서관에는 500,000권 이상의 문서가 있는데, 그 중 약 50,000권은 악보이고 30,000권은 음악 관련 서적이다. 또한 약 400 종의 음악 정기간행물을 보유하고 있다.

## 참고자료
1. ↑  Melzi, Lodovico aut (FrPBN)10364508 ((s. d.)). 《Cenni storici sul R. Conservatorio di musica in Milano》. Milano : Ricordi.
2. ↑  “Home - Conservatorio di Milano”. 2024년 8월 2일에 확인함.
3. ↑  USTAT. “State Conservatory of Music of MILAN "Giuseppe Verdi"”. 2024년 8월 1일에 확인함.
4. ↑  “La Storia - Conservatorio di Milano”. 2024년 7월 31일에 확인함.
5. ↑  “Masterclass Erasmus – Conservatorio di Milano” (이탈리아어). 2024년 8월 2일에 확인함.
6. ↑  “List of Milan Conservatory alumni - FamousFix List”. 2024년 8월 2일에 확인함.
7. ↑  “Alfredo Antonini”. 《IMDb》. 2017년 2월 16일에 원본 문서에서 보존된 문서. 2018년 4월 15일에 확인함.
8. ↑  “Offerta formativa - Conservatorio di Milano”. 2024년 7월 31일에 확인함.
9. ↑  “Presentazione” (이탈리아어). Istituto Omnicomprensivo Musicale Statale di Milano. 2016년 1월 11일에 원본 문서에서 보존된 문서. 2016년 1월 13일에 확인함.
10. ↑  “Il liceo musicale G. Verdi di Milano” (이탈리아어). Conservatorio “Giuseppe Verdi” di Milano. 2020년 2월 5일에 원본 문서에서 보존된 문서. 2016년 1월 13일에 확인함.
11. ↑  Sala Verdi, floor plan
12. 1 2  “Sala Verdi - Conservatorio di Milano”. 2024년 7월 31일에 확인함.
13. ↑  AdmMumi01. “Apre la nuova Sala Verdi al Conservatorio” (이탈리아어). 2024년 8월 2일에 확인함.
14. ↑  “Sala Puccini - Conservatorio di Milano”. 2024년 7월 31일에 확인함.
15. ↑  “Un nuovo organo da concerto a Milano, Organi & Organisti”. 2024년 8월 2일에 확인함.

- 밀라노 베르디 국립음악원 - 공식 웹사이트